# An der Heide
An der Heide ist ein Gemeindeteil des Marktes Postbauer-Heng im Oberpfälzer Landkreis Neumarkt in der Oberpfalz. Der Ort liegt ungefähr 3 km südwestlich vom Hauptort Postbauer-Heng. Der Ort liegt an der St2402 und der NM 24.

## Geschichte
Bereits 1960 siedelte sich die Firma Schaller hier an. Das Gebiet war durch Kiesgruben, Ödland und Weiher geprägt. Aufgrund der landwirtschaftlich nicht besonders rentablen Fläche siedelt sich her auch der TSV Pavelsbach hier an.